# Majcherek
Majcherek er et efternavn, der stammer fra Polen. Det er almindeligt blandt polakker.
Majcherek er også kendt i forbindelse med Borglum-famillien. De er så at sige spredt over hele kloden.
| Slægtsnavne | Spire Denne artikel om et slægtsnavn er en spire som bør udbygges. Du er velkommen til at hjælpe Wikipedia ved at udvide den. |